# Michael Johnson (atlet)
Michael Duane Johnson, ameriški atlet, * 13. september 1967,Dallas, Teksas, ZDA.
Johnson še zmeraj drži svetovni rekordi na 4 x 400 m v štafeti (2:54,20), je tudi nekdanji rekorder na 200 m in 400 m. Kot prvi atlet je hkrati zmagal na tekmi na 200 in 400 m.
Leta 2012 je bil sprejet v novoustanovljeni Mednarodni atletski hram slavnih, kot eden izmed prvih štiriindvajsetih atletov.

## Osebni rekordi
| Disciplina | Čas     | Kraj            | Datum            |
| ---------- | ------- | --------------- | ---------------- |
| 100 m      | 10,09 s | 16. junij 1994  | Knoxville, ZDA   |
| 200 m      | 19,32 s | 1. avgust 1996  | Atlanta, ZDA     |
| 300 m      | 30,85   | 24. marec 2000  | Pretoria, JAR    |
| 400 m      | 43,18 s | 26. avgust 1999 | Sevilla, Španija |